# Petar Trbojević
Petar Trbojević (in serbo Петар Трбојевић?; Niš, 9 settembre 1973) è un pallanuotista serbo, vincitore di una medaglia di bronzo alle olimpiadi di Sydney 2000 e di una medaglia d'argento ad Atene 2004. Ha conquistato anche un oro ai mondiali di Montreal 2005 ed un oro agli europei di Belgrado 2006. Con la Jugoslavia vinse la medaglia d'oro agli europei di Budapest 2001 e un argento ai mondiali di Fukuoka 2001, oltre alle Universiadi ed i Giochi del Mediterraneo. Con il Partizan ha vinto un campionato e cinque Coppe di Jugoslavia, una  Coppa delle Coppe e una  Supercoppa LEN; al Vouliagmeni un campionato greco, due Coppe di Grecia, una Supercoppa nazionale ed una Coppa delle Coppe. Al Barceloneta ha alzato al cielo cinque campionati spagnoli, sei coppe nazionali ed una Supercoppa di Spagna; in seguito torna in Grecia, all'Olympiacos, dove vince altri tre campionati, tre Coppe di Grecia, una  Eurolega e una Supercoppa LEN. Con il Budva ha ottenuto, invece, due campionati e una Coppa del  Montenegro.